# Erebus capriniulgus
Erebus capriniulgus là một loài bướm đêm trong họ Erebidae.